# Jean de Belleau
Jean de Belleau (né à Lisieux vers 1590, mort le 17 aout 1637 à Meaux) est un ecclésiastique,  évêque de Meaux de 1623 à 1637.

## Biographie
Jean de Belleau est issu d'une lignée de petite noblesse militaire normande. Il est élevé à l'épiscopat moins par l'influence de sa propre famille que par le fait qu'il soit le neveu maternel de l'évêque de Meaux Jean de Vieuxpont. Il nait à Lisieux, fils de Geoffroy de Liée, seigneur de Belleau, et de Charlotte de Vieuxpont. Dès sa jeunesse, son oncle confie le soin de veiller à son éducation à un chanoine de la cathédrale qui est son secrétaire épiscopal. Jean de Belleau fait ses humanités et étudie la philosophie aux collèges de Jésuites de Caen et de Rouen. Bien qu'il étudie la théologie à l'université de Paris pendant trois ans il n'obtient qu'une licence en droit. 
Il est chanoine du chapitre de la cathédrale de Meaux et prêtre depuis plusieurs années lorsqu'il succède à son oncle qui meurt subitement en 1623 et il est confirmé le 15 juillet 1624.
Dès le début de son épiscopat il réunit un synode et publie des nouveaux statuts pour son diocèse de Meaux. Il meurt en 1637 après avoir donné « des preuves de sa piété, sa charité et de son amour de la paix ».